# Çambulak
Çambulak ist ein Dorf (Köy) im Landkreis Ovacık der türkischen Provinz Tunceli. Im Jahre 2011 lebten in Çambulak 9 Menschen.
Çambulak hieß ursprünglich Kırgat. In der Nähe des Dorfes befindet sich eine Gendarmerie-Kaserne.